# أدريانا سانتوس
أدريانا سانتوس (بالبرتغالية: Adriana Aparecida dos Santos) (18 يناير 1971 في البرازيل - ) هي لاعبة كرة سلة برازيلية في مركز الهجوم خلفي، شاركت في الألعاب الأولمبية الصيفية 2000 والألعاب الأولمبية الصيفية 1992 والألعاب الأولمبية الصيفية 1996.

## وصلات خارجية
- أدريانا سانتوس على موقع الاتحاد الدولي لكرة السلة (الإنجليزية)
- أدريانا سانتوس على موقع كرة السلة الأوروبية.كوم (الإنجليزية)
- أدريانا سانتوس على موقع بروبوليرز (الإنجليزية)
- أدريانا سانتوس على موقع سبورتس رفرنس (الإنجليزية)
- أدريانا سانتوس على موقع اللجنة الأولمبية الدولية (الإنجليزية)
- أدريانا سانتوس على موقع أوليمبيديا (الإنجليزية)
- أدريانا سانتوس على موقع اللجنة الأولمبية البرازيلية (البرتغالية)